# Donald Hodge
Donald Jerome Hodge (Washington, 25 febbraio 1969) è un ex cestista statunitense, professionista nella NBA e in Belgio.

## Carriera
È stato selezionato dai Dallas Mavericks al secondo giro del Draft NBA 1991 (33ª scelta assoluta).

## Statistiche

### College
| Anno      | Squadra     | PG | PT | MP   | TC%  | 3P% | TL%  | RP  | AP  | PRP | SP  | PP   |
| --------- | ----------- | -- | -- | ---- | ---- | --- | ---- | --- | --- | --- | --- | ---- |
| 1989-1990 | Temple Owls | 31 | -  | 36,1 | 54,1 | -   | 71,3 | 8,2 | 0,7 | 0,8 | 0,7 | 15,1 |
| 1990-1991 | Temple Owls | 34 | -  | 34,9 | 53,5 | -   | 71,6 | 6,9 | 1,0 | 0,7 | 0,9 | 11,6 |
| Carriera  | Carriera    | 65 | -  | 35,5 | 53,8 | -   | 71,4 | 7,5 | 0,9 | 0,8 | 0,8 | 13,3 |

### NBA

#### Regular Season
| Anno      | Squadra           | PG  | PT | MP   | TC%  | 3P%  | TL%  | RP  | AP  | PRP | SP  | PP  |
| --------- | ----------------- | --- | -- | ---- | ---- | ---- | ---- | --- | --- | --- | --- | --- |
| 1991-1992 | Dallas Mavericks  | 51  | 27 | 20,7 | 49,7 | -    | 66,7 | 5,4 | 0,8 | 0,5 | 0,5 | 8,4 |
| 1992-1993 | Dallas Mavericks  | 79  | 8  | 16,0 | 40,3 | -    | 68,3 | 3,7 | 0,9 | 0,4 | 0,5 | 5,0 |
| 1993-1994 | Dallas Mavericks  | 50  | 0  | 8,6  | 45,5 | -    | 84,6 | 1,9 | 0,6 | 0,3 | 0,3 | 2,7 |
| 1994-1995 | Dallas Mavericks  | 54  | 0  | 11,7 | 40,7 | 28,6 | 76,5 | 2,3 | 0,8 | 0,2 | 0,3 | 3,9 |
| 1995-1996 | Dallas Mavericks  | 13  | 0  | 8,7  | 37,5 | -    | -    | 1,7 | 0,3 | 0,1 | 0,6 | 1,4 |
| 1995-1996 | Charlotte Hornets | 2   | 0  | 1,0  | -    | -    | -    | 0,5 | 0,0 | 0,0 | 0,0 | 0,0 |
| Carriera  | Carriera          | 249 | 35 | 14,1 | 43,7 | 28,6 | 71,1 | 3,2 | 0,8 | 0,3 | 0,4 | 4,7 |

## Palmarès
- McDonald's All-American Game (1988)